# 奨忠洞 (法定洞)
奨忠洞 （チャンチュンドン、朝：장충동）は、ソウル特別市中区にある法定洞。奨忠洞1街及び2街の2区域に区分されている（各街のハングル表記等は後述の「行政洞」参照）。
なお、同名の行政洞については「奨忠洞」を参照すること。

## 概要
奨忠洞は中区南部に位置している法定洞である。南は区境になっており、龍山区に接している。北から南へ順に1街から2街まで、2区域に区分されている。同名の行政洞の区域とは、必ずしも一致しているわけではない。
前身は、日本統治時代である1914年（大正3年）に誕生した「東四軒町」と「西四軒町」である。日本統治終了後の1946年、日本色の払拭の一環として、東四軒町は「奨忠洞1街」に、西四軒町は「奨忠洞2街」にそれぞれ改名された。名称は、この地域にあった「奨忠壇」に由来する。奨忠壇とは、乙未事変等で国に殉じた忠臣や烈士のために祭祀を執り行った場所で、1900年に設置された。

## 行政洞
奨忠洞各街の区域は、それぞれ以下の行政洞の管轄区域内にある。
- 奨忠洞1街（チャンチュンドンイルガ、장충동1가）を管轄する行政洞[3]。
  - 奨忠洞 （チャンチュンドン、장충동）
- 奨忠洞2街（チャンチュンドンイガ、장충동2가）を管轄する行政洞[3][4]。
  - 奨忠洞 （チャンチュンドン、장충동）
  - 筆洞 （ピルトン、필동）

## 政治・行政・司法
- 韓国自由総連盟本部
- 民主平和統一諮問会議事務局

## 宿泊施設
- グランド・アンバサダー・ソウル
- ソウル新羅ホテル
- タワーホテル

## 文化施設
- 韓国国立劇場

## 体育施設
- 奨忠体育館

## 観光・憩い
- 奨忠壇公園
  - 水標橋 - ソウル特別市有形文化財第18号。清渓川から移設された。
  - 奨忠壇碑 - ソウル特別市有形文化財第1号。

## 交通
- ソウル交通公社
  - ● ソウル交通公社3号線：東大入口駅